# Lewis Pugh

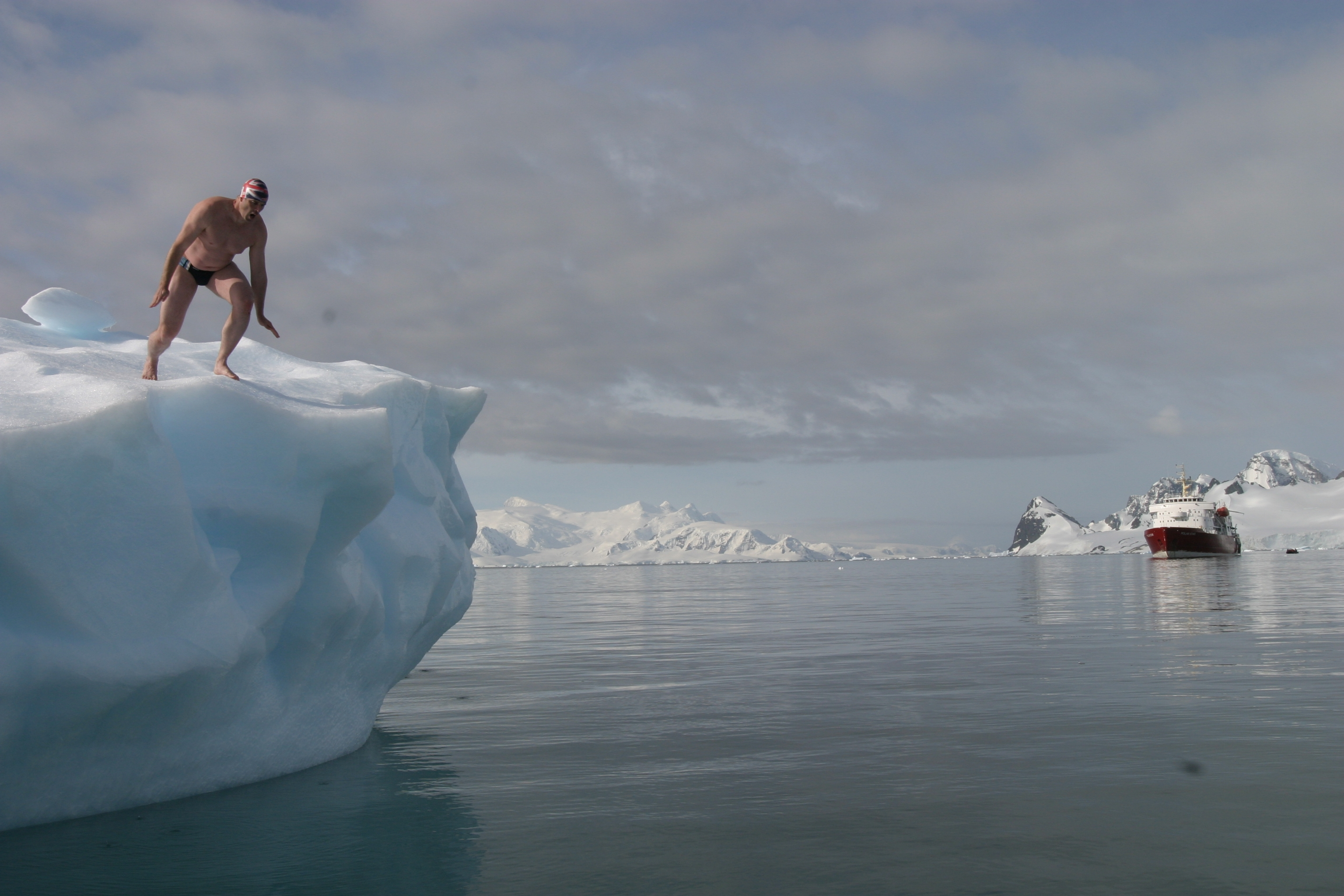
Lewis Pugh 2005

Lewis Gordon Pugh (* 5. Dezember 1969 in Plymouth) ist ein britischer Umweltschützer, Schwimmer und Anwalt für Seerecht. Schon oft hat er sich einen Namen als „Eisbär“ gemacht.
Pugh ist der erste Mensch, der auf allen fünf Ozeanen der Welt Langstreckendistanzen schwamm und er ist bekannt als der beste Kalt-Wasser-Schwimmer der Welt.
Er schwimmt in gefährdeten Regionen und Ökogebieten der Erde, um auf deren durch Umweltverschmutzung bedrohte Existenz aufmerksam zu machen. Globale Bekanntheit erlangte er dadurch, dass er als erster Mensch eine Langstrecke am Nordpol schwamm, um auf das Schmelzen der Pole hinzuweisen. Im Rahmen des Weltwirtschaftsforums 2010 wurde er als Young Global Leader für „seinen Einfluss als inspirierende Führungskraft in der Gestaltung der Zukunft der Erde“ genannt.
Am 22. Mai 2010 durchschwamm er als erster Mensch einen Gletschersee am Fuße des Mount Everest, um auf das Schmelzen der Gletscher im Himalaya und auf den damit verbundenen Einfluss auf den Weltfrieden aufmerksam zu machen.

## Jugendzeit und Ausbildung
Lewis Pugh wurde in Plymouth, England, als Sohn von Vizeadmiral P. D. Gordon Pugh und Margery Pugh, einer Krankenschwester des Queen Alexandras Royal Naval Nursing Service, geboren. Sein Vater war beim ersten britischen Atombombentest 1952 anwesend. Pugh ist außerdem mit dem Missionar William Carey verwandt.
Pugh ist in der unmittelbaren Nachbarschaft von Dartmoor in Devon aufgewachsen. Als er zehn Jahre alt war, wanderte seine Familie nach Südafrika aus, wo er ins St. Andrew’s College in Grahamstown und später auf die Camps Bay High School in Kapstadt ging. Er studierte Politik und Recht an der University of Cape Town und schloss mit Auszeichnung und als einer der besten seiner Klasse ab. Mitte zwanzig zog er nach England zurück, wo er Internationales Recht am Jesus College in Cambridge studierte und danach als Anwalt für Seerecht für die Stadt London arbeitete.

## Umweltkampagne
Während seiner Jugend besuchte Pugh zahlreiche Nationalparks in Südafrika. Er bezieht das heute auf den Wunsch seines Vaters, die Natur zu respektieren und zu bewahren, nachdem dieser die Auswirkungen der Atombombentests persönlich miterlebt hatte.
2003 entschloss er sich seinen Beruf als Anwalt zu kündigen, um sich ganz für den Schutz der Umwelt einzusetzen. Er trifft sich mit Staatsmännern und Leuten der Wirtschaft, um direkt die Bedeutung einer Reduktion der Treibhausgase zu diskutieren. Seine Rede am 2008 Business Innovation Forum in den USA wurde vom Mashable Media Guide als eine der sieben meist inspirierendsten Videos im Internet gewählt.
An der UN-Klimakonferenz 2009 in Kopenhagen präsentierte der Nobelpreisträger Erzbischof Desmond Tutu mit Pugh zusammen die Auswirkungen des Klimawandels auf das pan-afrikanische Klima und die Armut.

### Projekt zum Schutz der Pole
Im Jahre 2008 gründete Pugh das Projekt zum Schutz der Pole (Polar Defense Project), das sich für einen besseren Schutz der Arktis und deren Seerechtsgrenzen einsetzt. Dieses Projekt gewann 2009 den Preis als „Bestes Projekt für den Schutz der Umwelt“ bei den Beyond Sports Awards.

### WWF – World Wide Fund for Nature und Wilderness Leadership School
Pugh sitzt zusammen mit Sir David Attenborough und Jonathon Porritt im Verwaltungsrat der Botschafter des World Wide Fund for Nature (WWF) in Großbritannien.
Er unterstützt auch Ian Player von der Wilderness Leadership School, die sich für den Schutz der letzten Artenschutzgebiete der Erde einsetzt.

## Umweltschutz-Expeditionen
Pugh hat zahlreiche Expeditionen unternommen, um auf die Bedrohung der Umwelt durch den Klimawandel aufmerksam zu machen.

### Themse
2006 schwamm er als erster Mensch die Themse der Länge nach ab. Er wollte damit auf die zahlreichen Trockenperioden in England in den Jahren zuvor aufmerksam machen. Er schwamm die 325 km in 21 Tagen. Durch das trockene Klima war Pugh gezwungen, die ersten 42 km des Flusses zu laufen, da die Themse zu dieser Zeit zu wenig Wasser führte. Bei der Durchquerung von London nutzte er die Gelegenheit, das Wasser zu verlassen und Tony Blair an der Downing Street 10 einen Besuch abzustatten, um mit ihm über die Agenda Großbritanniens bezüglich des Klimawandels zu diskutieren. Kurz danach präsentierte der Premierminister die Climate Change Bill dem Parlament.

### Malediven
Im Februar 2007 durchschwamm Pugh als erster die Malediven in ihrer gesamten Breite. Er wollte damit auf die Bedrohung des nur knapp über dem Meeresspiegel liegenden Inselarchipels durch den Anstieg der Weltmeere aufmerksam machen. Für die 140 km benötigte er zehn Tage.

### Nordpol
Im Juli 2007 unternahm Pugh den ersten Versuch, dicht am geographischen Nordpol eine Langstrecke zu schwimmen. Es gelang ihm, am Nordpol in einer offenen Stelle im Eis eine Strecke von 1 km in minus 1,7 °C kaltem Wasser zu durchqueren. Dafür benötigte er 18 Minuten und 50 Sekunden. Jørgen Amundsen, ein Verwandter des berühmten Entdeckers Roald Amundsen, begleitete ihn dabei mit Skiern auf den danebenliegenden Eisflächen. Während der Expedition wurde die kleinste jemals gemessene Fläche an Polareis registriert. Pugh widerspricht der Aussage, dass die Arktis ab 2080 im Sommer ganz eisfrei sein wird. Nach dem Schwimmen sagte er: „Von dem was ich gesehen habe, werden große Teile der Arktis bereits im nächsten Jahrzehnt eisfrei werden.“

### Arctic Kayak
Im September 2008 unternahm Pugh eine Kajakexpedition durch das Arktische Meer. Von Spitzbergen in Norwegen brach er mit dem Ziel auf, zum Nordpol zu gelangen. Er wollte einmal mehr aufzeigen, wie sehr der Klimawandel das Schmelzen des arktischen Eises beschleunigt. Die Expedition wurde von zahlreichen Wissenschaftlern begleitet, nach deren Aussage der Nordpol im Jahre 2008 – das erste Mal seit tausenden Jahren – eisfrei sein werde.
Dieser Versuch musste am 2. September abgebrochen werden, 1000 km vom Nordpol entfernt, da es trotz aller Bemühungen nicht möglich war, ausreichend Lücken im Polareis zu finden.
Auf seiner Webseite berichtet Pugh, dass dies (81° Nord) die nördlichste Breite ist, die je per Kajak erreicht wurde. Kritiker verwiesen darauf, dass Berichte von Entdeckern aufzeigen, dass bereits 1895 der 86. nördliche Breitengrad mit Kajaks erreicht wurde. Nichtsdestotrotz hat sich Pugh entschieden, nicht auf diese Behauptungen einzugehen.

### Himalaya
Am 22. Mai 2010 durchschwamm Lewis Pugh als erster Mensch den Lake Pumori, den See des Khumbu-Gletschers am Fuße des Mount Everest auf 5300 m über dem Meeresspiegel.
Nach einem zweiwöchigen Aufstieg zum Mount-Everest-Basislager gelang es Pugh, die Distanz von 1 km im 2 °C kalten Wasser in 22 Minuten und 51 Sekunden zu durchschwimmen. Das Schwimmen in der großen geografischen Höhe stellte ihn vor eine noch größere Herausforderung als das Durchqueren des Nordpols. Das Süßwasser hat etwa 3 % weniger Auftrieb als Salzwasser. In einer Höhe von 5300 m über dem Meer betragen der atmosphärische Luftdruck und damit der Sauerstoffpartialdruck nur je etwa die Hälfte wie auf Meeresniveau. Bei einem Testschwimmen über 300 m am Tag zuvor zwang ihn der Sauerstoffmangel zweimal vor Erschöpfung unter Wasser; er konnte sich aber durch Ändern der Geschwindigkeit sowie Umstellung auf Brustschwimmen retten.
Pugh will mit dieser Expedition auf das schnelle Abschmelzen der Gletscher im Himalayagebirge aufmerksam machen. Diese Gletscher bestehen, laut Pugh, nicht nur aus Eis, sondern bilden vielmehr die Lebensader von fast zwei Milliarden Menschen und damit nahezu einem Drittel der Weltbevölkerung. Die umliegenden Länder Indien, China, Pakistan, Myanmar, Bangladesch, Afghanistan, Nepal, Laos, Thailand, Kambodscha und Bhutan sind auf das Wasser des Himalaya und Hindukusch angewiesen.

## Fernsehauftritte
Pugh ist schon in zahlreichen Fernsehsendungen aufgetreten.
Im Jahre 2009 startete Pugh die Sendung Robson Green’s Wild Swimming Adventure, in der er den englischen Schauspieler und Sänger trainiert, dass er das Eiswasser des Llyn Llydaw, eines Sees am Mount Snowdon in Wales durchquert. Nach seinem erfolgreichen Versuch sagte Green: „Lewis hat mich physisch auf etwas vorbereitet, das außerhalb meiner Grenzen war. Durch seine Inspiration zeigt er einem, dass man alles erreichen kann, wenn man sich mit ganzer Entschlossenheit dazu verpflichtet.“

## Schwimmen
Pugh ist der erste Mensch, der es geschafft hat, in allen fünf Weltmeeren (Atlantik, Indischer Ozean, Pazifik, Nordpolarmeer und Südlicher Ozean) Langstreckenschwimmen zu absolvieren. In den letzten 23 Jahren hat er es geschafft, mehr Erstumrundungen berühmter Gebiete zu absolvieren als je ein Schwimmer vor ihm. In einem Interview im Forbes Magazin sagte er: „Lynne, Martin und ich haben alle möglichen großen Landmarken abgeschwommen, es ist wirklich nichts mehr übrig.“

### Erste Schwimmerfahrungen
Pugh hatte sein erstes Schwimmtraining im Alter von 17 Jahren. Nur einen Monat später schwamm er von Robben Island (wo Nelson Mandela gefangen war) nach Kapstadt und kurz danach durch den Kanal zwischen England und Frankreich. Im Jahr 2002 stellte er einen neuen Rekord für die schnellste Umrundung von Robben Island auf.
Er war auch die erste Person, die um Kap Agulhas (den südlichsten Punkt von Afrika), das Kap der Guten Hoffnung und Cape Peninsula (eine Distanz von 100 km von Kapstadt nach Muizenberg) schwamm. Pugh durchquerte außerdem als erster einen der großen Seen in Afrika, den Malawisee.

### Kaltwasserschwimmen
Ab 2003 begann Pugh, sich auf das Schwimmen in kalten und damit lebensgefährlichen Gewässern zu spezialisieren, immer nach den Regeln der Channel Swimming Association nur mit Badehose, Schwimmkappe und Schwimmbrille ausgerüstet. Er war der erste Mensch, der das Nordkap, den nördlichsten Punkt Europas, als Schwimmer umrundete. Im darauffolgenden Jahr schwamm er die gesamte Länge des Sognefjords in Norwegen ab. Für die Distanz von 204 km benötigte er ganze 21 Tage.
Im Jahre 2005 stellte er den Rekord für die nördlichste je geschwommene Schwimmstrecke auf, als er Verlegenhuken, das nördlichste Kap der Insel Spitzbergen, umrundete. Fünf Monate später brach er den Rekord von Lynne Cox für die südlichste je geschwommene Schwimmstrecke, als er die Petermann-Insel (65° südliche Breite) in der Antarktis umrundete. Bei beiden Weltrekordversuchen war der Sportwissenschaftler und Professor Tim Noakes von der Universität Kapstadt anwesend. Seine Untersuchungen ergaben, dass Pughs Fähigkeit, seine Körpertemperatur um 2 °C anzuheben, es ihm ermöglicht, in Gewässern dieser Kälte zu überleben.
Seine fachspezifische Bezeichnung dafür, „anticipatory thermo-genesis“, ist ein Vorgang, der noch bei keinem anderen Menschen registriert wurde.
„Normale“ Menschen können in Eiswasser nur einige Minuten überleben. Schon in den ersten Sekunden zieht sich die Lunge zusammen und man fängt an, zu hyperventilieren. Dabei schießen Herzschlag und Blutdruck mit einem Schlag in die Höhe, Schwimmen in Eiswasser ist somit Untrainierten unmöglich.
Im Jahre 2006 nahm er an den Winter-Schwimm-Weltmeisterschaften in Finnland teil, wo er die russischen Top-Kaltwasserschwimmer über 500 Meter herausforderte. Er gewann überlegen mit einem Vorsprung von 100 Metern gegenüber dem russischen Champion Aleksander Brylin sowie 125 Meter auf den Drittplatzierten Nefatov Vladimir.
Im Juli und August 2018 durchschwamm er als wohl erster Mensch den Ärmelkanal in Längsrichtung von Cornwall bis Dover, 530 oder 560 km weit, um auf Umweltverschmutzung und Überfischung aufmerksam zu machen. Der damals 49-Jährige benötigte dazu 48 Tage.
Von Mitte August bis Mitte September 2023 durchschwamm Pugh den im Bundesstaat New York liegenden Hudson River komplett und legte somit rund 500 km zurück, um kurz vor Beginn einer Generalversammlung der Vereinten Nationen auf den Schutz der Meere aufmerksam machen.

## „Heiliger Gral“ des Schwimmsports
Im Jahre 2006 schaffte Pugh es als erster Mensch, den „Heiligen Gral“ des Schwimmens zu absolvieren, welcher Langstreckenschwimmen in allen fünf Weltmeeren verlangt. Bis zum heutigen Zeitpunkt hat dies noch kein anderer Schwimmer geschafft. Seine fünf Schwimmstrecken sind:
- Durchquerung des Ärmelkanals (Atlantischer Ozean), 1992
- Umrundung des nördlichsten Punktes von Spitzbergen (Arktischer Ozean), 2005
- Durchquerung der Whaler’s Bay auf Deception Island (Südlicher Ozean), 2005
- Durchquerung der Algoa Bay, bei Port Elizabeth (Indischer Ozean), 2006
- Von Manly Beach nach Sydney Heads zum Opernhaus in Sydney (Pazifischer Ozean), 2006

## Auszeichnungen
- 2010 – Nominiert als Young Global Leader beim World Economic Forum
- 2009 – Pugh erhält die höchste Auszeichnung von Südafrika, den Ikhamanga-Orden in Gold, für seine „außerordentlichen sportlichen Erfolge, humanitären Leistungen sowie sein Schaffen für Bewusstsein über die negativen Auswirkungen der globalen Erwärmung“. Es war erst das dritte Mal, dass ein Sportler diese Auszeichnung erhielt.[17]
- 2009 – Bestes Projekt zum Schutz der Umwelt – Beyond Sport Awards[18]
- 2008 – Out There Adventurer of the Year
- 2007 – Fellow of The Explorers Club, New York
- 2007 – Paul Harris Fellowship Award des Rotary International
- 2007 – Sports Adventurer of the Year Award der Französischen Sportakademie
- 2006 – Freedom of the City of London

## Privatleben
Seit 2009 ist Pugh mit Antoinette Malherbe verheiratet, die er aus seiner Zeit auf der Camps Bay High School kennt.

## Werke
2010 ist seine Autobiographie Achieving the Impossible bei Simon & Schuster veröffentlicht worden.